# Stena Line
Stena Line – szwedzki operator połączeń w promowych działający między innymi w krajach skandynawskich, Wielkiej Brytanii, Irlandii, Niemczech i Polsce. Stena Line jest częścią firmy Stena AB, która należy do grupy Stena Sphere, skupiającej także firmy Stena Metall AB i Stena Sessan AB. W Polsce firma obsługuje połączenie Gdynia–Karlskrona, z którego w 2015 skorzystało 592 tys. podróżnych (wzrost o 5% w stosunku do 2014).

## Historia
Firmę Stena Line założył w 1962 r. Sten Allan Olsson, kiedy przejął firmę Skagenlinjen, obsługującą połączenie promowe pomiędzy Szwecją a Danią. W kolejnych latach firma poszerzyła swoją ofertę, w 1971 r. o połączenie Göteborg-Kilonia, natomiast w 1979 o Oslo-Frederikshavn.
W 1972 r. firma była jedną z pierwszych w Europie, w której uruchomiono bazujący na komputerze system rezerwacji dla klientów biznesowych. W latach 80. Stena Line przejęła dwóch skandynawskich i jednego holenderskiego operatora promowego.
Kolejne połączenie uruchomiono w 1989 r., kupując firmę SMZ Crown Line Holland, która połączyła Hoek van Holland z Harwich.
W 1990 r. Stena Line dwukrotnie zwiększyła swoją wielkość nabywając brytyjską firmę Sealink British Ferries, dzięki której zaczęła oferować swoje usługi promowe pomiędzy Irlandią a Wielką Brytanią. W 1996 Stena Line wprowadziła na niektóre trasy nowe statki typu katamaran HSS (Highspeed Sea Service). W 2000 firma nabyła szwedzkiego operatora promowego Scandlines AB.

### Linia Hoek van Holland – Harwich
8 stycznia 2007 z linii Hoek van Holland – Harwich został wycofany super szybki katamaran HSS Discovery z powodu zbyt wysokich kosztów utrzymania. Dwa dotychczas pływające promy – MF Stena Britannica i MF Stena Hollandica – zostały zmodernizowane w niemieckiej stoczni Lloyd Werft w Bremerhaven.

## Stena Line w Polsce
Pierwsze połączenie powstało w 1995 r., kiedy to w maju w swój pierwszy rejs z Karlskrony do Gdyni wyruszył prom Lion Queen, wtedy obsługiwane przez linie promowe Lion Ferry. W następnym roku ilość przewozów między Gdynią i Karlskroną znacząco wzrosła, przekraczając wstępne oczekiwania dotyczące zarówno ilości pasażerów, jak i transportu frachtowego. W 1997 prom Lion Queen został zastąpiony przez prom Lion Europe, który był wówczas największym liniowym promem pasażerskim pływającym na Morzu Bałtyckim. W tym czasie liczba przewożonych samochodów osobowych wzrosła o 69%, towarów o 55%, a pasażerów o 45%.

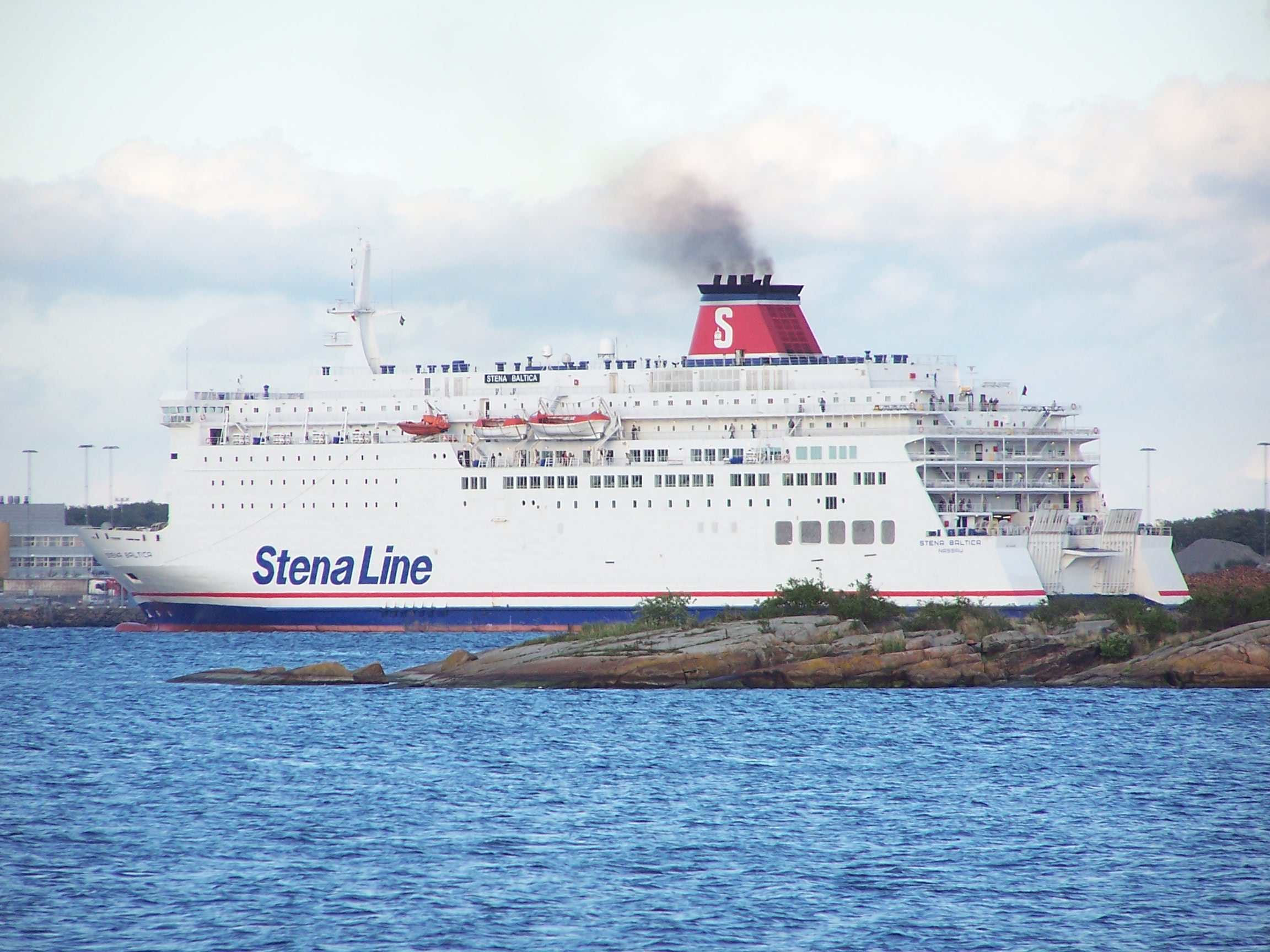
Karlskrona, Stena Baltica

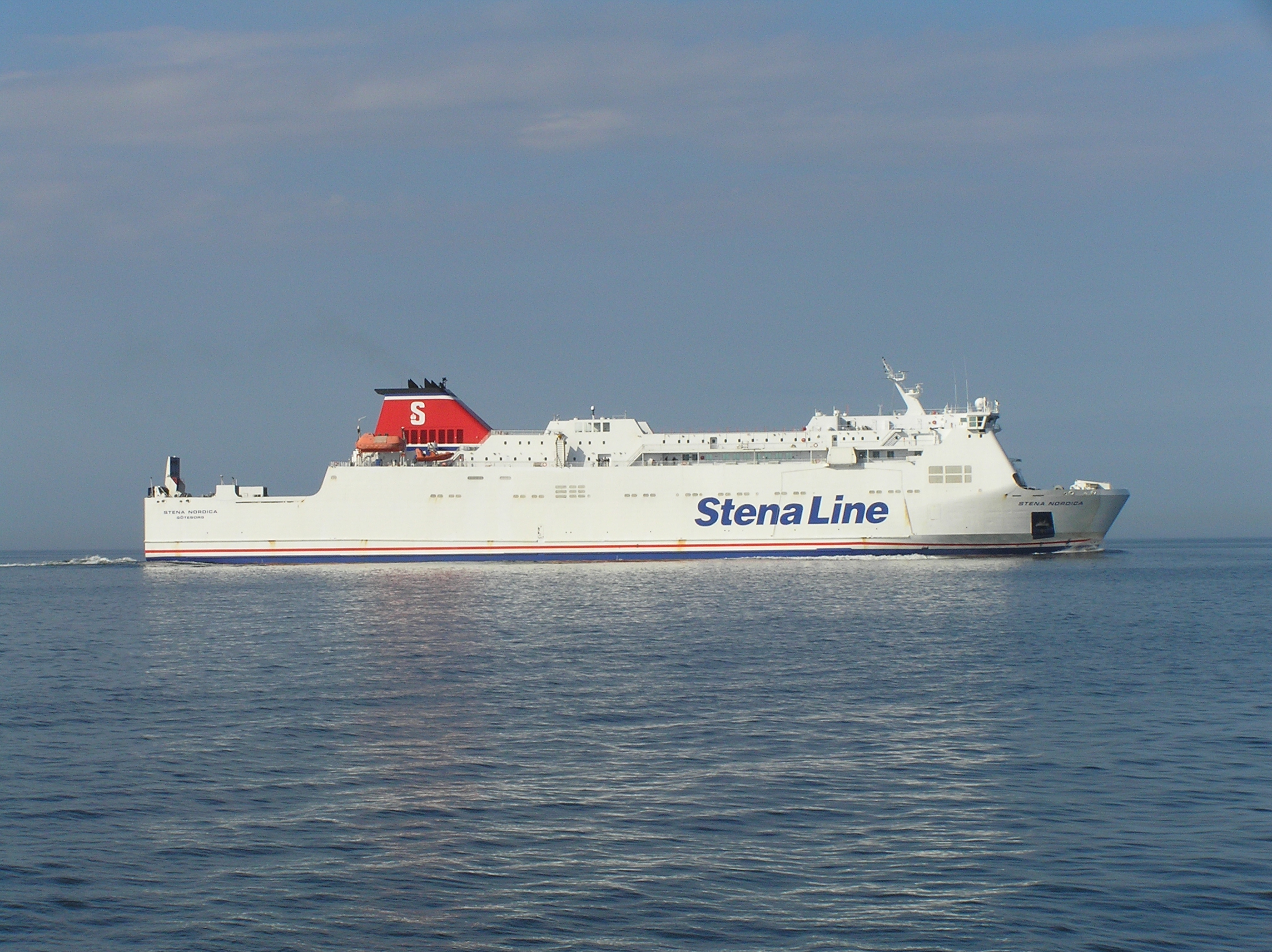
Stena Nordica na Morzu Bałtyckim

W 1998 r. Stena Line przejęła całkowicie kontrolę nad linią Gdynia-Karlskrona, reorganizując poszczególne linie promowe, które stały się niezależnymi podmiotami, prom Lion Europe zmienił wtedy nazwę na Stena Europe. Powstał też nowy terminal promowy na wyspie Verkö w Karlskronie, który stał się najnowocześniejszym terminalem w całym basenie Morza Bałtyckiego. W tym okresie znacznie wzrosła liczba podróżujących po stronie polskiej, 43% wszystkich podróżujących było Polakami. Kolejne inwestycje w terminale miały miejsce w 2001 r. Terminal promowy w Karlskronie został przebudowany nakładem 20 milionów koron, natomiast Port Gdynia zainwestował ponad 26 milionów złotych w budowę nowej infrastruktury. W tym samym roku linia została wzbogacona o nowy prom Stena Traveller oraz został pobity nowy rekord przewozu pasażerów, który wyniósł ponad 300 000 osób, co uczyniło Stena Line liderem na rynku przewozów pasażerskich między Polską i Szwecją, a linia po raz pierwszy od czasu, gdy przejął ją koncern Stena Line przyniosła zysk.
W 2002 r. na trasę został wprowadzony kolejny prom, Stena Baltica, który razem ze Stena Traveller pływał między Gdynią i Karlskroną. W 2004 r. po wejściu Polski do Unii Europejskiej Szwedzi odkryli Polskę jako cel wypraw na zakupy. Wzrost popularności podróżowania pomiędzy Szwecją a Polską spowodował, że prom Stena Traveller został zastąpiony przez Stena Nordica, co sprawiło, że liczba miejsc pasażerskich wzrosła o około 60%, a frachtowych o 30%.
W roku 2005 w Karlskronie i w Gdyni wybudowano nowe rampy, które ułatwiły proces załadunku i rozładunku promów. Przebudowano też prom Stena Baltica kosztem 235 milionów koron szwedzkich. Była to najwyższa kwota, jaką dotychczas zainwestował koncern Stena Line w przebudowę promu.
6 maja 2007 wprowadzono trzeci prom na linię Gdynia – Karlskrona, co wynikało z zanotowanego w pierwszym kwartale 2007 roku znacznego wzrostu popytu na przewozy pasażerskie i frachtowe. W porównaniu do 2006 roku z linii skorzystało 15% więcej pasażerów, 29% więcej samochodów osobowych i 11% więcej jednostek frachtowych. Nowy prom o nazwie Finnarrow został wyczarterowany od firmy Finnlines na trzy lata. Wprowadzenie nowej jednostki pozwoliło na powiększenie zdolności przewozowych linii o 60%.
4 listopada 2010 wycofano z obsługi linii prom Finnarrow, który został zastąpiony większym promem MF Stena Vision. Natomiast 1 lipca 2011 z eksploatacji został wycofany prom Stena Baltica, a na jego miejsce pojawił się bliźniaczy do MF Stena Vision prom MF Stena Spirit. Oba promy przeszły remont w stoczni. Nowe nazwy promów zostały wyłonione w drodze konkursu. Wcześniej obie jednostki pływały na linii Göteborg–Kilonia. W 2013 do bliźniaczych jednostek dołączył prom ładunkowy Stena Baltica. Dzięki bardzo dynamicznemu rozwojowi linii, w 2017 na trasę wszedł czwarty prom – MF Gute.
16 października 2017 firma powiększyła swoją działalność na szlaku Polska-Szwecja, otwierając nową linię promową na trasie Gdynia → Nynäshamn. Połączenie obsługuje prom MF Elizabeth Russ.
W październiku 2018 roku rozpoczęto eksploatację kolejnego promu na linii Gdynia – Karlskrona; czwartą jednostką na tej trasie jest Stena Nordica.

## Obsługiwane połączenia i pływające na nich statki

### Wielka Brytania – Irlandia
- Stranraer – Belfast – HSC Stena Voyager, MF Stena Caledonia
- Fleetwood – Larne – MF Stena Leader, MF Stena Seafarer, MF Stena Pioneer
- Fishguard – Rosslare – MF Stena Europe, HSC Stena Lynx III
- Holyhead – Dún Laoghaire – HSC Stena Explorer
- Holyhead – Dublin – MF Stena Adventurer

### Holandia – Wielka Brytania
- Hoek van Holland – Harwich – MF Stena Britannica, MF Stena Hollandica
- Hoek van Holland – Killingholme – MF Stena Trader, MF Stena Traveller
- Rotterdam – Harwich – MF Stena Partner, MF Stena Transfer, MF Stena Transporter

### Szwecja – Dania
- Göteborg – Frederikshavn – HSC Stena Carisma, MF Stena Danica, MF Stena Jutlandica, MF Stena Scanrail, MS Stena Saga
- Varberg – Grenaa – MF Stena Nautica

### Szwecja – Niemcy
- Göteborg – Kilonia – MF Stena Germanica, MF Stena Scandinavica
- Göteborg – Travemünde – MF Stena Carrier, MF Stena Freighter
- Trelleborg – Sassnitz – MF Trelleborg
- Trelleborg – Rostock – MF Skåne
- Trelleborg – Travemünde – MF Götaland

### Norwegia – Dania
- Oslo – Frederikshavn – MF Stena Saga

### Szwecja – Polska
- Karlskrona – Gdynia – MF Stena Spirit, MF Stena Ebba, MF Stena Estelle